# HD 55589
HD 55589，又名BD-11 1849，SAO 152570、HR 2723，是一颗恒星，视星等为5.78，位于銀經225.4，銀緯-0.37，其B1900.0坐标为赤經7h 8m 25s，赤緯-11° -0.37′ 56″。